# Banca del Somaliland
La Banca del Somaliland (in Somalo: Baanka Somaliland, in arabo البنك المركزي صوماليلاند‎?) è la banca centrale del Somaliland. Costituita nel 1994, funge sia da autorità monetaria che da banca commerciale del territorio. La banca centrale è stata prevista nella costituzione del Somaliland. Ha una sede centrale ad Hargeisa, oltre ad altre sette filiali, e quattro uffici di cambio negli aeroporti di Hargeisa, Berbera, Borama e Gabiley. La banca ha 12 filiali in tutto il paese.
La valuta ufficiale è lo scellino del Somaliland.

## Storia
Nel 1952, la National Bank of India (NBI), che in seguito si fuse con la Grindlays Bank per formare la National e Grindlays Bank, stabilì filiali a Berbera e Hargeisa nell'allora Somaliland britannico.
La NBI, la prima banca del protettorato, fu la banca centrale del governo coloniale fino a quando nel 1960 lo Stato del Somaliland (ex Somaliland britannico) si unì all'Amministrazione fiduciaria italiana della Somalia (ex Somalia italiana) per formare la Repubblica Somala.
Dopo il colpo di stato del 1969 che vide l'ascesa al potere di Mohamed Siad Barre, nel 1971 il governo nazionalizzò quattro banche estere. Il governo unì Banco di Roma, Banco di Napoli e National e Grindlays Bank per formare la Somali Commercial Bank. Il governo istituì la Somali Savings and Credit Bank per rilevare le filiali commerciali di Banca Nazionale Somala e Banque de Port Said, lasciando alla Banca Nazionale Somala le sole funzioni di banca centrale. La Somali Savings and Credit Bank aveva filiali a Baidoa, Beledweyne, Berbera, Bosaso, Burco, Galkacyo, Qardho, Hargeisa e Kismayo, e per un certo periodo anche a Gibuti . Nel 1990, la Commercial and Savings Bank of Somalia ha interrotto le attività.
La Banca del Somaliland è stata fondata nel 1994, tre anni dopo l'indipendenza del Somaliland. Ha filiali nella maggior parte delle città del paese, con una recente costruzione a Oodweyne.

## Obiettivi
In linea con l'articolo 3 della legge costitutiva della Somaliland Bank, la banca mira a:
- mantenere la stabilità dei prezzi e dei tassi di cambio
- promuovere condizioni creditizie e commerciali che favoriscano una crescita economica equilibrata
- sostenere, ove possibile, le politiche economiche e finanziarie del governo